# Audi quattro A1 & A2
De Audi quattro A1 en Audi quattro A2, zijn rallyauto's die door Audi werden ingezet in het wereldkampioenschap rally, in Groep B, in de seizoenen 1983 en 1984. 

## Geschiedenis
De introductie van de Audi quattro leidde tot een revolutie in de rallysport, die uiteindelijk gevormd werd binnen de nieuwe Groep B klasse die in 1982 werd geïntroduceerd, en in het Wereldkampioenschap Rally vanaf het seizoen 1983 de norm werd. De originele Groep 4 quattro moest dus verplaatst worden naar Groep B. Audi wilde hun nieuwe 5 cilinder aluminium motorblok meenemen in de homologatie en ook de cilinder capaciteit verkleinen, om op die manier te voorkomen ingedeeld te worden in de 3000 tot 3500cc klasse, waar het minimum gewicht 1100 kg moest zijn (de oorspronkelijke cilinder capaciteit werd vermenigvuldigd met het turbo coëfficiënt van 1.4 en kwam daardoor uit boven 3000cc). Door dit te reduceren kon de auto rijden met een minimum gewicht van 960 kg. In uiterlijk vertoon werd de achtervleugel iets vergroot en de wielkasten verbreed, zodat er op die manier groter banden schoeisel mogelijk was. De Groep B quattro werd op 1 januari 1983 gehomologeerd als de 'quattro A1', waar 'A' stond voor 'Aluminium'. Nadat Audi aan kwam zetten met de verkleinde slag motor werd op 1 mei 1983 de 'quattro A2' gehomologeerd en geïntroduceerd. 

### Competitief
De quattro A1 maakte zijn competitieve debuut in Monte Carlo in 1983. Daar moest het nog zijn meerdere erkennen in de Lancia Rally 037, die als voornaamste concurrent werd beschouwd binnen de Groep B klasse. In Zweden en Portugal wist het echter te winnen, voordat de quattro A2 zijn eerste opwachting maakte tijdens de WK-ronde in Corsica. De competitie die het team van Lancia dat jaar echter bood bleek hevig, zodanig dat het Audi versloeg tijdens de gravel rondes in Griekenland en Nieuw-Zeeland, waar Audi oppermachtig werd geacht. De Groep B quattro's leidde daarom ook aan betrouwbaarheidsproblemen in dat eerste seizoen, maar kopman Hannu Mikkola won na zijn twee eerdere zeges dat jaar met de A1, in Argentinië en Finland met de A2, en zou uiteindelijk gekroond worden tot Audi's eerste wereldkampioen bij de rijders. De wisselvalligheid in resultaten kostte Audi echter wel de titel bij de constructeurs, die naar Lancia ging. 
Voor 1984 had Audi de zaken echter grotendeels op orde wat betreft de betrouwbaarheid van het materiaal, en het won in zijn eerste drie optredens van het seizoen met Walter Röhrl, Stig Blomqvist en Mikkola respectievelijk. De ontwikkeling binnen Groep B ging echter in een sneltreinvaart, en in Corsica debuteerde Peugeot de innovatieve 205 Turbo 16. Audi had ingespeeld op deze ontwikkelingen en introduceerde zelf tijdens dat evenement de Audi Sport quattro, die het team verder moest brengen qua prestaties. De auto leed tegelijkertijd nog aan de nodige kinderproblemen, waardoor de quattro A2 gedurende het seizoen nog in verschillende rally's werd ingezet. Vooral Blomqvist bleef content met het vertrouwde materiaal, en won er opeenvolgend mee in Griekenland, Nieuw-Zeeland en Argentinië, en zou later dat seizoen zijn teamgenoot Mikkola opvolgen als de wereldkampioen bij de rijders. Terwijl het besef voor Lancia kwam dat hun systeem steeds meer achterhaald was, en Peugeot zich door hun geringe optredens nog niet kon mengen in de eindstrijd, wist Audi voor de tweede keer de constructeurstitel te winnen.

## Specificaties
| Audi quattro          | Audi quattro         | A1                                                | A2                                                |
| --------------------- | -------------------- | ------------------------------------------------- | ------------------------------------------------- |
| Carrosserie           | Merk                 | Audi                                              | Audi                                              |
| Carrosserie           | Type                 | quattro A1                                        | quattro A2                                        |
| Carrosserie           | Body                 | Coupé, 2-deurs                                    | Coupé, 2-deurs                                    |
| Carrosserie           | Materiaal            | Staal en kevlar                                   | Staal en kevlar                                   |
| Afmetingen en gewicht | Lengte               | 4404 mm                                           | 4404 mm                                           |
| Afmetingen en gewicht | Breedte              | 1733 mm                                           | 1733 mm                                           |
| Afmetingen en gewicht | Hoogte               | 1344 mm                                           | 1344 mm                                           |
| Afmetingen en gewicht | Wielbasis            | 2524 mm                                           | 2524 mm                                           |
| Afmetingen en gewicht | Spoorbreedte voor    | 1465 mm                                           | 1465 mm                                           |
| Afmetingen en gewicht | Spoorbreedte achter  | 1502 mm                                           | 1502 mm                                           |
| Afmetingen en gewicht | Gewicht              | 1100 kg                                           | 1000 kg                                           |
| Technisch             | Motor                | 5 cilinder in lijn, Turbo                         | 5 cilinder in lijn, Turbo                         |
| Technisch             | Motor positie        | Voor, longitudinaal                               | Voor, longitudinaal                               |
| Technisch             | Capaciteit           | 2144 cc                                           | 2109 cc                                           |
| Technisch             | Boring × Slag        | 79,5 × 85,0                                       | 75,5 × 85,0                                       |
| Technisch             | Ventielen per cil.   | 2                                                 | 2                                                 |
| Technisch             | Nokkenas             | Bovenliggend                                      | Bovenliggend                                      |
| Technisch             | Vermogen             | 370 Pk/6500 tpm                                   | 370 Pk/6500 tpm                                   |
| Technisch             | Max. koppel          | 420 Nm/5500 tpm                                   | 420 Nm/5500 tpm                                   |
| Technisch             | Compressieverhouding | 6.3:1                                             | 6.3:1                                             |
| Technisch             | Verbranding          | Injectie                                          | Injectie                                          |
| Technisch             | Transmissie          | 5-versnellingsbak                                 | 5-versnellingsbak                                 |
| Technisch             | Aandrijving          | quattro 4x4                                       | quattro 4x4                                       |
| Technisch             | Ophanging            | McPherson veerpoten, schroefveren en schokbrekers | McPherson veerpoten, schroefveren en schokbrekers |

## Complete resultaten in het Wereldkampioenschap Rally
| Seizoen | Rijders             | 1   | 2   | 3   | 4   | 5   | 6   | 7   | 8   | 9   | 10  | 11  | 12  | Pos. | Punten |
| ------- | ------------------- | --- | --- | --- | --- | --- | --- | --- | --- | --- | --- | --- | --- | ---- | ------ |
| 1983    |                     | MON | ZWE | POR | KEN | FRA | GRI | NZL | ARG | FIN | ITA | IVK | GBR | 2    | 116    |
| 1983    | Hannu Mikkola       | 4   | 1   | 1   | 2   | NF  | NF  | NF  | 1   | 1   | NF  | 2   | 2   | 2    | 116    |
| 1983    | Michèle Mouton      | NF  | 4   | 2   | 3   | NF  | NF  | NF  | 3   | 16  | 7   |     | NF  | 2    | 116    |
| 1983    | Stig Blomqvist      | 3   |     | NF  |     |     | 3   | NF  | 2   | 2   | NF  |     |     | 2    | 116    |
| 1983    | Shekhar Mehta       |     |     |     |     |     |     |     | 4   |     |     |     |     | 2    | 116    |
| 1983    | Luis Di Palma       |     |     |     |     |     |     |     | NF  |     |     |     |     | 2    | 116    |
| 1983    | Bernard Darniche    |     |     |     |     |     |     |     |     |     | 9   |     |     | 2    | 116    |
| 1983    | Lasse Lampi         |     |     |     |     |     |     |     |     |     |     | NF  |     | 2    | 116    |
| 1984    |                     | MON | ZWE | POR | KEN | FRA | GRI | NZL | ARG | FIN | ITA | IVK | GBR | 1    | 120    |
| 1984    | Walter Röhrl        | 1   |     | 6   |     |     |     | NF  |     |     |     |     |     | 1    | 120    |
| 1984    | Hannu Mikkola       | 3   |     | 1   | 3   |     | 2   | 3   | 2   |     |     | 2   |     | 1    | 120    |
| 1984    | Stig Blomqvist      | 2   | 1   | NF  | NF  | 5   | 1   | 1   | 1   | 4   |     |     |     | 1    | 120    |
| 1984    | Michèle Mouton      |     | 2   |     | NF  |     |     |     |     |     |     |     |     | 1    | 120    |
| 1984    | Sarel van der Merwe |     |     | NF  |     |     |     |     |     |     |     |     |     | 1    | 120    |
| 1984    | Jorge Recalde       |     |     |     |     |     |     |     | 3   |     |     |     |     | 1    | 120    |